# Peixe-gato invertido
O Peixe-gato invertido, Synodontis nigriventris, é uma espécie de peixe, particularmente notável pelo hábito de nadar invertidamente na maior parte do tempo. O peixe-gato invertido é originário do Rio Congo na África.

## Aparência e anatomia
O Peixe-gato invertido é pequeno, chegando no máximo a 59.6centímetros. eles são adaptados pra ficarem"deitados" na maior parte do tempo. Sua pigmentação também é invertida, a fim de se confundir com o ambiente (suas costas são claras enquanto a barriga é escura.

## Ecologia
Estes peixes são noturnos, e comem insetos, crustáceos, e plantas.Reproduzem-se depositando os ovos em uma folha e cuidando deles. Os peixes jovens não nadam de cabeça pra baixo até completarem 2 meses de vida.

## No aquário
The upside-down catfish is well suited to aquariums because of its small size (typically 9 or 10 cm or less) and peaceful demeanor. It fares best in schools of up to half a dozen.

## References
1. ↑  Herbert R., Axelrod (1996).  T.F.H. Publications, ed. Exotic Tropical Fishes. [S.l.: s.n.] ISBN 0-87666-543-1